# Alisma wahlenbergii
Alisma wahlenbergii (частуха Валенберга) — вид квіткових рослини з родини частухових (Alismataceae).

## Біоморфологічна характеристика
Стебло рослини виростає 10–30 см у висоту. Біля основи стебла близько десятка листків. Листки часто довші за стебло, стрічкоподібні, від 1 до 3 мм ушир. Квітки дрібні, білі. Із кожної квітки розвивається десяток сім'янок. Цвіте в липні й серпні. Хоча вид багаторічний, більшість особин вимирає протягом зими. З насіння виростають нові рослини.

## Середовище проживання
Цей вид є ендеміком Фінляндії, Швеції та західної Росії. Його можна знайти у внутрішній частині Фінської затоки в Росії, північній частині Ботнічної затоки у Швеції та Фінляндії, а третій ареал — в озері Меларен у Швеції.
Населяє неглибокі, захищені, солонуваті басейни на прибережних луках, над кам'янистими, глинистими або піщаними субстратами. Трапляється в постійних мезотрофних озерах, ставках і басейнах, а також в евтрофних озерах. Цей вид не може вижити в солоній воді.

## Охорона
Alisma wahlenbergii охороняється в Європі і занесена до Додатку І Бернської конвенції (охоронна категорія: вид підлягає особливій охороні) та Директиви Європейського Союзу 92/43/ЄС «Про збереження природних оселищ та видів природної фауни і флори» (Додаток ІІ. Види рослин і тварин, що становлять особливий інтерес для Європейського Союзу, збереження яких потребує створення територій особливої охорони). Вид також занесений до Червоних книг Фінляндії, Швеції й Росії. Деякі місця проживання виду входять до складу морського національного парку в Швеції. У Росії субпопуляції входять до заповідної території у Фінській затоці, але рівень цієї охорони неясний.
Потенційною загрозою для виду є евтрофікація, оскільки вид потребує багатої поживними речовинами, але прозорої води. Джерела забруднення води різноманітні і можуть включати стічні води з міських територій. Загрозами в Росії є промислові споруди, такі як дамби та гідравлічне осадження ґрунту, а також рекреаційна діяльність. У Фінляндії цьому виду загрожує заростання прибережних лук і відкритих прибережних місць (через припинення випасу та збільшення очерету), а також будівництво водних шляхів (набережні, риття шляхів для човнів тощо). Ці загрози та евтрофікація спричинили зникнення популяції на фінській стороні Фінської затоки.